# Fatbeard
Fatbeard is de zevende aflevering van het dertiende seizoen van South Park. Ze kwam werd voor het eerst getoond in de Verenigde Staten op 22 april 2009. Ook deze aflevering verscheen in hd-kwaliteit en een 16:9-ratio.

## Verhaal
Cartman is van plan om weg te lopen van huis om te leven als een piraat. Butters en een kleine groep gaan met hem mee in zijn droom om te leven op Skull Island waar ze dartelen in heldere watervallen en verborgen schatten ontdekken. Cartman belooft dat het paradijs wacht als ze naar Somalië kunnen komen. Kyle ziet Cartman graag naar Somalië vertrekken en moedigt hem nog wat aan. Butters, Ike, Clyde en Kevin volgen Cartman naar Somalië, die de reis financiert door zijn moeders creditcard te misbruiken.
Wanneer ze in klassieke piratenkostuums in Somalië arriveren blijkt het een desolaat land te zijn, volledig het tegengestelde van hun verwachtingen. Dit weerhoudt Cartman niet en tegen de adviezen van de lokale bevolking in zoekt hij de piraten op in hun schuilplaats. De piraten zijn maar al te blij, want ze kunnen de kinderen gijzelen tegen losgeld. Ze eisen en krijgen 5,000 euro van een passerend Frans schip, maar als ze de kinderen aan boord laten kapen ze onder dreiging van Clyde's speelgoed-lichtzwaard het schip, verjagen de Franse bemanning, en zeilen trots de haven van Mogadishu in. Daar delen ze links en rechts buitgemaakt geld aan de piraten uit en trakteren iedereen. De piraten beginnen respect voor Cartman te krijgen en deze leidt de piraten in de stijl van klassieke piratentijd met de shanty 'Somalian pirates, We'. De jongens verdelen de buit, begraven schatten en luieren op het strand.
De NAVO verneemt intussen van het incident met de Franse boot, en besluit gezien het feit dat de piraten steeds efficiënter worden en blijkbaar geavanceerde wapens bezitten (Clyde's lichtzwaard), dat bestrijding ter zee onvoldoende is en dat ze hen in hun basis moeten bestrijden. Een Amerikaans marineschip stoomt op naar Mogadishu.
Intussen ontdekt Kyle tot zijn schrik dat zijn broertje Ike met Cartman is meegegaan en dat zijn plan dus niet zo briljant was als hij dacht. Zich schuldig voelend reist hij ook naar Mogadishu, waar Cartman hem direct als gijzelaar gevangen neemt. Ondertussen hebben Butters en Ike een gesprek met een piraat, die de kinderen voor gek verklaart omdat ze piraat willen worden. De piraat geeft aan dat hij geen enkele andere uitweg zag door zijn miserabele bestaan met een zieke moeder en een vader die omkwam toen hij eten zocht. Ike, Butters en Kevin komen hierdoor tot inkeer en Clyde begint te huilen dat hij naar huis wil. Alleen Cartman wil blijven hoewel Kyle hem vertelt dat hij zichzelf voor de gek houdt: Somalië is een troosteloze woestenij waar niemand uit vrije wil naartoe gaat, en de piraten zijn niets dan arme drommels die geen andere uitweg zien.
Cartman weigert te luisteren en beveelt de piraten alle kinderen gevangen te nemen. Op dat moment echter worden alle aanwezige piraten, met uitzondering van de kinderen, gedood door scherpschutters vanaf het marineschip dat voor Mogadishu ligt. De aflevering eindigt met een gefrustreerde en woedende uitroep van Cartman.